# Villafuerte (kommunhuvudort)
Villafuerte är en kommunhuvudort i Spanien.   Den ligger i provinsen Provincia de Valladolid och regionen Kastilien och Leon, i den centrala delen av landet, 160 km norr om huvudstaden Madrid. Villafuerte ligger 823 meter över havet och antalet invånare är 145.
Terrängen runt Villafuerte är huvudsakligen platt, men västerut är den kuperad. Terrängen runt Villafuerte sluttar västerut. Runt Villafuerte är det glesbefolkat, med 9 invånare per kvadratkilometer. Närmaste större samhälle är Valbuena de Duero, 10,4 km söder om Villafuerte. Trakten runt Villafuerte består till största delen av jordbruksmark.